# Рајтстаун (Висконсин)
Рајтстаун (енгл. Wrightstown) град је у америчкој савезној држави Висконсин.

## Демографија
По попису из 2010. године број становника је 2.827, што је 893 (46,2%) становника више него 2000. године.
| Група             | 2000.         | 2010.         |
| Белци             | 1.859 (96,1%) | 2.613 (92,4%) |
| Афроамериканци    | 5 (0,3%)      | 23 (0,8%)     |
| Азијати           | 18 (0,9%)     | 24 (0,8%)     |
| Хиспаноамериканци | 34 (1,8%)     | 123 (4,4%)    |
| Укупно            | 1.934         | 2.827         |